# Eudamo

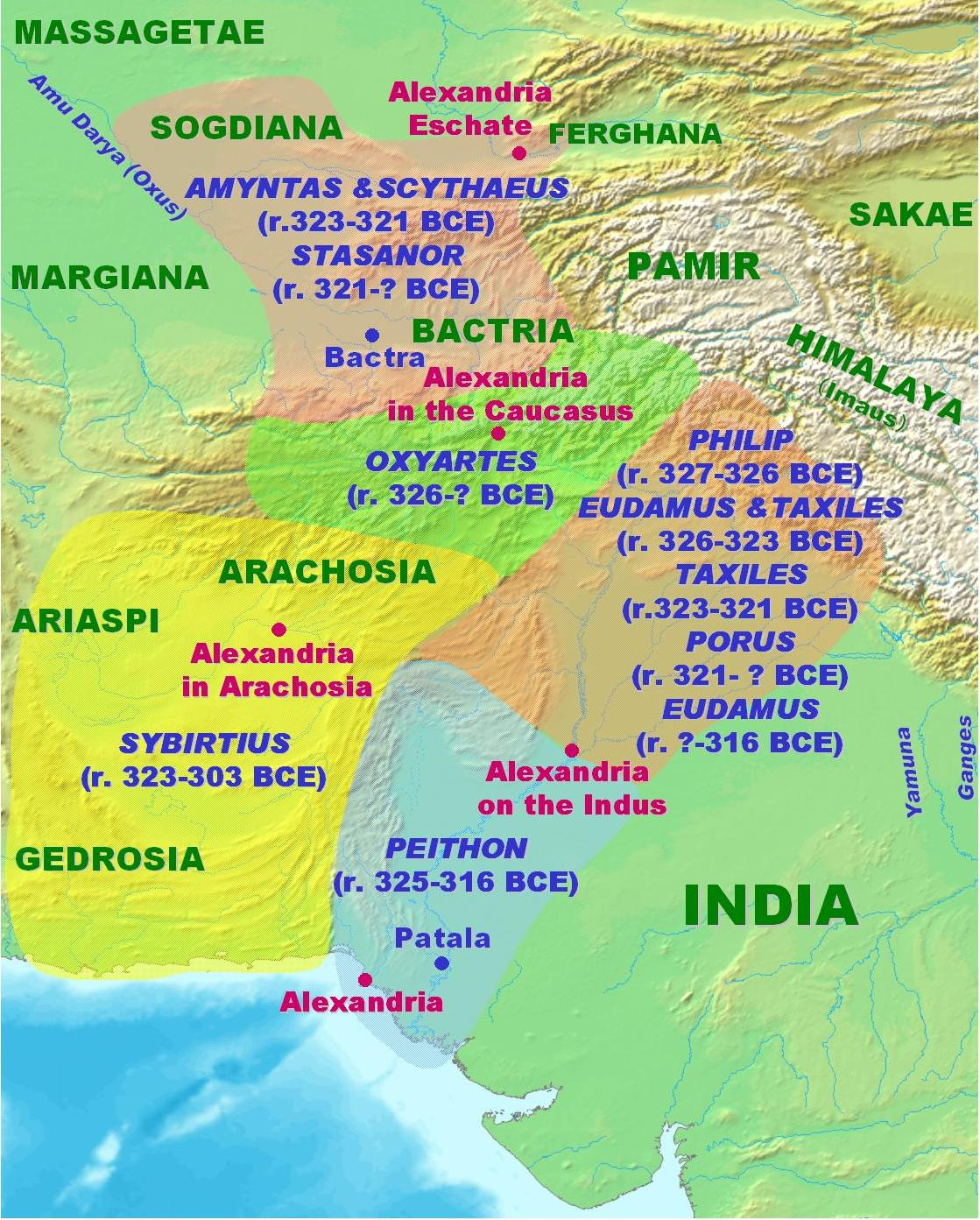
Sátrapas orientales

Eudamo (en griego antiguo Εὔδημος/Eudamos) fue un general macedonio de Alejandro Magno, sátrapa del Indo (o de las regiones ribereñas del Hidaspes hasta la desembocadura del Indo), desde aproximadamente el 317 a. C. hasta el 316. Participó en las guerras de los Diádocos tomando partido por Eumenes de Cardia contra Antígono Monóftalmos, que lo hizo ajusticiar.

## Toma del poder en la «India»
Tuvo el mando del ejército en la campaña por el valle del Indo en el 316 a. C. Tras el asesinato por sus propios soldados de Filipo, sátrapa del Indo (el moderno Punyab), en el 325 a. C., Alejandro envió un correo en el cual ordenaba a Eudamo y Taxilo que se apoderasen de la región ribereña del Hidaspes, hasta la desembocadura del Indo, tras lo cual designaría al nuevo gobernador provincial. No parece, por lo tanto, que Alejandro lo nombrase formalmente sátrapa. En virtud de los acuerdos de Babilonia del 323 a. C., la satrapía pasó a Poros, rey de los Pauravas; Taxilo quedó como sátrapa del Punyab. Los acuerdos de Triparadisos confirmaron la designación de Poros como sátrapa de la provincia. En una fecha desconocida, en torno al 317 a. C., Eudamo dio muerte a este de manera «desleal» y se adueñó de la región.
Según Pierre Vidal-Naquet, fue Eudamo quien hizo acuñar los decadracmas de Poros tras la muerte de Alejandro, que se atribuyen a menudo al propio Alejandro e incluso a Seleuco.

## Lucha contra Antígono
Se unió a Eumenes de Cardia (strategos de Asia designado por Poliperconte) en el 317 a. C. para enfrentarse a Antígono Monóftalmos; aportó ciento veinte elefantes de guerra, quinientos jinetes y trescientos peones, que Eumenes pagó con doscientos talentos del tesoro real. Durante esta campaña, Eudamo y su adjunto Fedimo se negaron a conspirar contra Eumenes, «no por devoción hacia él (…) sino por temor a perder el dinero que les había prestado».
Sus tropas ocuparon el flanco izquierdo del ejército de Eumenes en la batalla de Paraitacene del 317 a. C., si bien no todos los elefantes participaron en el choque. Volvieron a situarse a la izquierda en la de Gabiana del 316 a. C. y sufrieron notables pérdidas a causa de una acometida por el flanco que hicieron las fuerzas de Antígono. Parece que se unió a Antígenes y Teutamo, los jefes de los argiráspidas, que al final de batalla entregaron a Eumenes a Antígono a cambio de los bagajes y de la libertad sus familias, que el enemigo había capturado. Sin embargo, después de la ejecución de Eumenes, los tres generales traidores también fueron pasados por las armas. Eudamo parece que efectivamente sentía una intensa hostilidad hacia Antígono.